# Melfort
Melfort is een kleine stad (city) in de Canadese provincie Saskatchewan met 5.192 inwoners (2006). In 1903 werd Melfort een village (dorp), in 1907 een town en in 1980 een city (stad).